# Estefanía de Mónaco

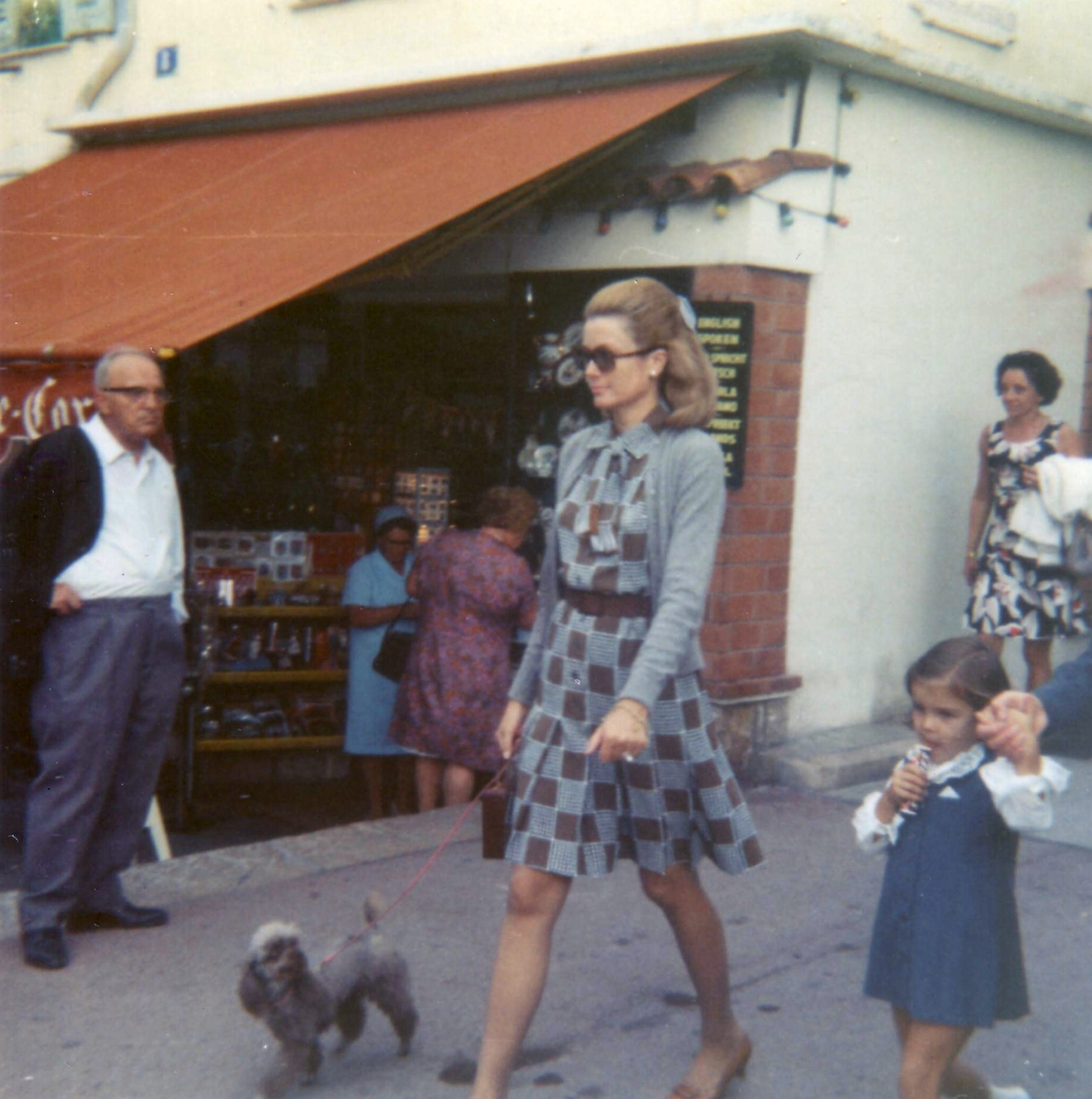
La pequeña Estefanía con su madre, Grace Kelly.

Estefanía de Mónaco, en francés; Stéphanie Marie Isabelle Grimaldi (Montecarlo, 1 de febrero de 1965) es princesa de Mónaco, hija menor de los príncipes Raniero III de Mónaco y Grace Kelly.

## Biografía
Estefanía nació el 1 de febrero de 1965 en el Palacio del Príncipe de Mónaco, siendo la tercera, y última, hija del príncipe Raniero III de Mónaco y Grace Kelly. Su madrina de bautismo fue su prima hermana Elizabeth Ann de Massy, hija de la princesa Antonieta, mientras que su tío materno, John Brendan Kelly Jr. fue su padrino. Estefanía recibió su nombre en honor a su tatara-tatara-abuela Estefanía de Beauharnais. El 13 de septiembre de 1982 cuando regresaban a Mónaco de su casa de campo de Rocagel (Francia), ella y su madre, tuvieron un accidente de coche. Grace murió al día siguiente, el 14 de septiembre, mientras que Estefanía sufrió una ruptura de una vértebra del cuello. Aunque la versión oficial fue que Grace sufrió un derrame cerebral mientras conducía, siempre se ha rumoreado que era Estefanía, que no asistió al funeral de su madre al estar convaleciente, la que conducía el vehículo. Estefanía siempre se negó a hablar de la muerte de su madre hasta 1989 cuando dio una entrevista en la que dijo: "Hay mucha presión sobre mí, porque todo el mundo dice que yo conducía el coche, que es mi culpa, que he matado a mi madre... No es fácil cuando tienes que vivir eso con 17 años". La princesa no volvió a hablar del tema hasta el año 2002 cuando concedió una entrevista a la revista francesa Paris Match donde dijo: "No solo tuve que pasar por el horrible trauma de perder a mi madre a una edad muy joven, sino también estar a su lado en el momento del accidente. Nadie puede imaginar lo mucho que he sufrido y sigo sufriendo".

### Educación
Estudió en el Dames de Saint-Maur de Mónaco y luego en la Dupanloud de París. Terminó el bachillerato en 1982. Durante sus años escolares estudió danza clásica y piano, también compitió en gimnasia y equitación. Estefanía habla fluidamente monegasco, francés, inglés e italiano.
También se dedicó a la música.

### Profesiones
Su carácter díscolo y difícil, su agitada vida sentimental y su llamativa imagen la alejaron del prototipo de princesa europea y le acarrearon el apodo de la Princesa Rebelde. Se ha dicho repetidamente que Estefanía no asumía su papel dentro de la familia principesca, sometido al protocolo y a obligaciones sociales, y prefirió dedicarse al mundo del espectáculo y del diseño.

#### Moda
En 1983, después de recuperarse del accidente, comenzó un curso de aprendizaje en Christian Dior, bajo la dirección del jefe de diseño Marc Bohan. Al año siguiente debuta como modelo en un reportaje de ropa de alta costura para la revista española ¡Hola!. En 1985 aparece en la revista alemana Vogue y en la norteamericana Vanity Fair.
También fue imagen de la línea de belleza suiza La Prairie. 
En 1986 lanzó su primera línea de trajes de baño con Alix de la Comble, a quien había conocido durante su estancia en prácticas en Dior. El desfile de moda para presentar la línea, que se celebró en el Club Sporting en Mónaco y al que asistieron el príncipe Rainiero III, el príncipe Alberto y la princesa Carolina, fue un acontecimiento importante cubierto por los medios de comunicación de todo el mundo. En 1989, Estefanía lanzó su propio perfume homónimo.

#### Carrera musical

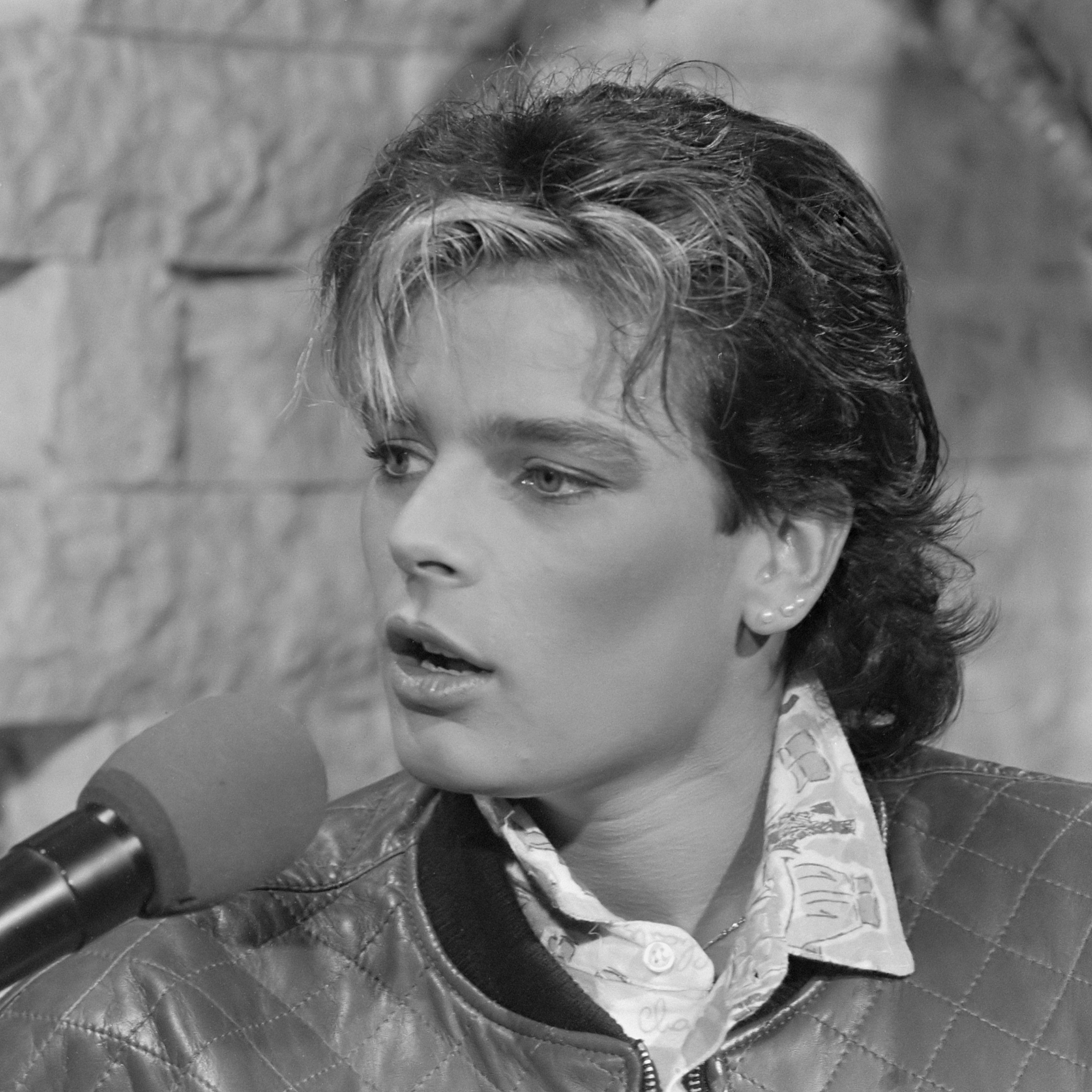
Estefanía de Mónaco en 1986.

En febrero de 1986, Estefanía autoprodujo y lanzó su primer sencillo con el sello francés Carrere, bajo la producción de Yves Roze. La canción " Ouragan " y su versión en inglés "Irresistible" fueron éxitos internacionales, según los informes, vendieron de más de 2 millones de copias. "Ouragan" es uno de los sencillos más vendidos en Francia de todos los tiempos. El álbum completo Besoin, lanzado como Stéphanie en algunos países, vendió más de 1.5 millón de unidades, con 100.000 sólo en Francia. El sencillo "Flash", así como su versión en inglés "One Love to Give" también triunfaron en Europa. En enero de 1987, Estefanía lanzó el sencillo "Young Ones Everywhere" en beneficio de UNICEF.
El mismo año, Estefanía se trasladó a Los Ángeles para grabar un nuevo álbum. Sin embargo, le tomó cinco años liberarlo. El álbum Stéphanie, publicado en 1991, reunió decepcionantes ventas y críticas negativas, a pesar de la gira promocional que incluyó la actuación en el show de Oprah Winfrey. Estefanía terminó así su carrera musical después de grabar "In the Closet" con Michael Jackson para su álbum Dangerous. La canción se convirtió en un éxito en todo el mundo y alcanzó la lista de los diez primeros en los Estados Unidos, pero Estefanía fue acreditada en el sencillo bajo el alias de "Mystery Girl" y su participación en la canción no fue revelada hasta unos años más tarde. Ella hizo una breve vuelta a la canción en 2006, cuando grabó "L'Or de nos vies", un sencillo benéfico, junto con su fundación para combatir el sida.

### Filantropía y patronatos
Estefanía es la presidenta de varias asociaciones sociales y culturales, entre ellas el Centro Juvenil de Mónaco y el Centro de Actividades princesa Estefanía, y es miembro de la junta de honor de la Fundación Princesa Gracia - Estados Unidos. También es patrona del Festival Internacional de Circo de Montecarlo, al que asiste con regularidad, y la Asociación Mundial de Amigos de la Infancia (AMADE), que fue fundada en 1963 por su madre Gracia, princesa de Mónaco. Desde 1985, Estefanía ha sido la presidenta del Gran Premio de la Magia de Monte-Carlo y del Festival Internacional de Teatro Amateur. También es la presidenta del Théâtre Princesse Grace. 
En 2003, Estefanía creó su propia asociación de mujeres que se enfrentan al sida, que se convirtió en Lucha contra el sida Mónaco 2004, con el fin de apoyar a las personas que viven con el VIH y combatir el estigma social asociado a la enfermedad. Desde 2006, Estefanía es la embajadora del Programa Conjunto de las Naciones Unidas sobre el VIH / sida (ONUSIDA). El mismo año, junto con un grupo de cantantes, lanzó un sencillo caritativo, " L'Or de nos vies ". El 26 de junio de 2010, Estefanía inauguró, en presencia del Príncipe Alberto, la Casa de la Vida (en francés, Maison de Vie) en Carpentras, Vaucluse, Francia, que ofrece tanto ayuda psicológica como material a las personas que viven con el VIH-sida y a sus familias. Estefanía ha organizado numerosos eventos, como subastas, conciertos y galas, para mantener a su fundación.

## Vida personal
El 1 de julio de 1995 se casó con su guardaespaldas, Daniel Ducruet, en el ayuntamiento de Mónaco. De esta unión provienen Louis Ducruet, nacido el 26 de noviembre de 1992 y casado con Marie Hoa Chevallier, y Pauline Ducruet, nacida el 4 de mayo de 1994. Al haber nacido fuera del matrimonio, no fueron incluidos en la línea de sucesión al trono hasta el año 1995. La pareja se divorció en 1996 después de que se publicaran unas fotografías de Ducruet manteniendo relaciones sexuales con una joven belga, Muriel "Fili" Mol-Houteman.
El 15 de julio de 1998 tuvo a Camille Marie Kelly Gottlieb cuyo padre es Jean Raymond Gottlieb, otro guardaespaldas real. Camille no está dentro de la sucesión al trono de Mónaco. 
El 12 de septiembre de 2003 se casó con el acróbata portugués Adans López Peres. El 22 de julio de 2004, el periódico alemán Bild informó que se habían separado.
Estefanía fue otra vez noticia en 2002 cuando vivió con el domador de elefantes Franco Knie en un tráiler y viajó alrededor de Europa con el circo en el que trabajaba su novio. 
El 1 de febrero de 2015, al cumplir 50 años, la princesa declaró: 

He vivido varias vidas en una. Me gusta la vida con todo lo que me aporta y aprovecho cada instante. Acabe bien o mal… Sin pesares.

## Patronazgos
- Presidenta del Centro de la Juventud de Mónaco.
- Presidenta del Centro de Actividades Princesa Estefanía.
- Miembro Honorario del Comité Organizador de la Fundación ''Princesa Gracia'' en los Estados Unidos.
- Presidenta de la Asociación Anti-Sida de Mónaco (desde 2003).
- Presidenta del Comité Organizador del Festival Internacional de Circo de Montecarlo (desde 2005).

## Títulos y tratamientos

Monograma real de la princesa Stéphanie de Mónaco

- Su Alteza Serenísima la princesa Estefanía de Mónaco (desde el 1 de febrero de 1965).
- Condesa de Polignac: Título heredado por el conde Pedro de Polignac para todos sus descendientes de la Casa Grimaldi.

## Distinciones honoríficas

### Distinciones honoríficas monegascas
- Dama Gran Cruz de la Orden de Grimaldi (15/11/2005).[5]
- Medalla de la Cruz Roja Monegasca.

## Ancestros
|  |                                                         |  |  |  |  |  |  |  |  |  |  |  |  |  |  |  |
|  | 16. Conde Carlos María de Polignac                      |  |  |  |  |  |  |  |  |  |  |  |  |  |  |  |
|  |                                                         |  |  |  |  |  |  |  |  |  |  |  |  |  |  |  |
|  |                                                         |  |  |  |  |  |  |  |  |  |  |  |  |  |  |  |
|  | 8. Conde Majencio Melchor de Polignac                   |  |  |  |  |  |  |  |  |  |  |  |  |  |  |  |
|  |                                                         |  |  |  |  |  |  |  |  |  |  |  |  |  |  |  |
|  |                                                         |  |  |  |  |  |  |  |  |  |  |  |  |  |  |  |
|  | 17. Carolina Le Normand de Morando                      |  |  |  |  |  |  |  |  |  |  |  |  |  |  |  |
|  |                                                         |  |  |  |  |  |  |  |  |  |  |  |  |  |  |  |
|  |                                                         |  |  |  |  |  |  |  |  |  |  |  |  |  |  |  |
|  | 4. Conde Pedro de Polignac, Príncipe consorte de Mónaco |  |  |  |  |  |  |  |  |  |  |  |  |  |  |  |
|  |                                                         |  |  |  |  |  |  |  |  |  |  |  |  |  |  |  |
|  |                                                         |  |  |  |  |  |  |  |  |  |  |  |  |  |  |  |
|  | 18. Isidoro Fernando de la Torre y Carsí                |  |  |  |  |  |  |  |  |  |  |  |  |  |  |  |
|  |                                                         |  |  |  |  |  |  |  |  |  |  |  |  |  |  |  |
|  |                                                         |  |  |  |  |  |  |  |  |  |  |  |  |  |  |  |
|  | 9. Susana Mariana de la Torre y Mier                    |  |  |  |  |  |  |  |  |  |  |  |  |  |  |  |
|  |                                                         |  |  |  |  |  |  |  |  |  |  |  |  |  |  |  |
|  |                                                         |  |  |  |  |  |  |  |  |  |  |  |  |  |  |  |
|  | 19. María Luisa de Mier y Celis                         |  |  |  |  |  |  |  |  |  |  |  |  |  |  |  |
|  |                                                         |  |  |  |  |  |  |  |  |  |  |  |  |  |  |  |
|  |                                                         |  |  |  |  |  |  |  |  |  |  |  |  |  |  |  |
|  | 2. Príncipe Raniero III de Mónaco                       |  |  |  |  |  |  |  |  |  |  |  |  |  |  |  |
|  |                                                         |  |  |  |  |  |  |  |  |  |  |  |  |  |  |  |
|  |                                                         |  |  |  |  |  |  |  |  |  |  |  |  |  |  |  |
|  | 20. Príncipe Alberto I de Mónaco                        |  |  |  |  |  |  |  |  |  |  |  |  |  |  |  |
|  |                                                         |  |  |  |  |  |  |  |  |  |  |  |  |  |  |  |
|  |                                                         |  |  |  |  |  |  |  |  |  |  |  |  |  |  |  |
|  | 10. Príncipe Luis II de Mónaco                          |  |  |  |  |  |  |  |  |  |  |  |  |  |  |  |
|  |                                                         |  |  |  |  |  |  |  |  |  |  |  |  |  |  |  |
|  |                                                         |  |  |  |  |  |  |  |  |  |  |  |  |  |  |  |
|  | 21. Lady María Victoria Douglas-Hamilton                |  |  |  |  |  |  |  |  |  |  |  |  |  |  |  |
|  |                                                         |  |  |  |  |  |  |  |  |  |  |  |  |  |  |  |
|  |                                                         |  |  |  |  |  |  |  |  |  |  |  |  |  |  |  |
|  | 5. Princesa Carlota de Mónaco, Duquesa de Valentinois   |  |  |  |  |  |  |  |  |  |  |  |  |  |  |  |
|  |                                                         |  |  |  |  |  |  |  |  |  |  |  |  |  |  |  |
|  |                                                         |  |  |  |  |  |  |  |  |  |  |  |  |  |  |  |
|  | 22. Jacques Henri Louvet                                |  |  |  |  |  |  |  |  |  |  |  |  |  |  |  |
|  |                                                         |  |  |  |  |  |  |  |  |  |  |  |  |  |  |  |
|  |                                                         |  |  |  |  |  |  |  |  |  |  |  |  |  |  |  |
|  | 11. Marie Juliette Louvet                               |  |  |  |  |  |  |  |  |  |  |  |  |  |  |  |
|  |                                                         |  |  |  |  |  |  |  |  |  |  |  |  |  |  |  |
|  |                                                         |  |  |  |  |  |  |  |  |  |  |  |  |  |  |  |
|  | 23. Joséphine Elmire Piedefer                           |  |  |  |  |  |  |  |  |  |  |  |  |  |  |  |
|  |                                                         |  |  |  |  |  |  |  |  |  |  |  |  |  |  |  |
|  |                                                         |  |  |  |  |  |  |  |  |  |  |  |  |  |  |  |
|  | 1. Princesa Estefanía de Mónaco                         |  |  |  |  |  |  |  |  |  |  |  |  |  |  |  |
|  |                                                         |  |  |  |  |  |  |  |  |  |  |  |  |  |  |  |
|  |                                                         |  |  |  |  |  |  |  |  |  |  |  |  |  |  |  |
|  | 24. Brian Kelly                                         |  |  |  |  |  |  |  |  |  |  |  |  |  |  |  |
|  |                                                         |  |  |  |  |  |  |  |  |  |  |  |  |  |  |  |
|  |                                                         |  |  |  |  |  |  |  |  |  |  |  |  |  |  |  |
|  | 12. John Henry Kelly                                    |  |  |  |  |  |  |  |  |  |  |  |  |  |  |  |
|  |                                                         |  |  |  |  |  |  |  |  |  |  |  |  |  |  |  |
|  |                                                         |  |  |  |  |  |  |  |  |  |  |  |  |  |  |  |
|  | 25. Honora Margaret McLaughlin                          |  |  |  |  |  |  |  |  |  |  |  |  |  |  |  |
|  |                                                         |  |  |  |  |  |  |  |  |  |  |  |  |  |  |  |
|  |                                                         |  |  |  |  |  |  |  |  |  |  |  |  |  |  |  |
|  | 6. John Brendan Kelly                                   |  |  |  |  |  |  |  |  |  |  |  |  |  |  |  |
|  |                                                         |  |  |  |  |  |  |  |  |  |  |  |  |  |  |  |
|  |                                                         |  |  |  |  |  |  |  |  |  |  |  |  |  |  |  |
|  | 26. Walter Costello                                     |  |  |  |  |  |  |  |  |  |  |  |  |  |  |  |
|  |                                                         |  |  |  |  |  |  |  |  |  |  |  |  |  |  |  |
|  |                                                         |  |  |  |  |  |  |  |  |  |  |  |  |  |  |  |
|  | 13. Mary Anne Costello                                  |  |  |  |  |  |  |  |  |  |  |  |  |  |  |  |
|  |                                                         |  |  |  |  |  |  |  |  |  |  |  |  |  |  |  |
|  |                                                         |  |  |  |  |  |  |  |  |  |  |  |  |  |  |  |
|  | 27. Anne Burke                                          |  |  |  |  |  |  |  |  |  |  |  |  |  |  |  |
|  |                                                         |  |  |  |  |  |  |  |  |  |  |  |  |  |  |  |
|  |                                                         |  |  |  |  |  |  |  |  |  |  |  |  |  |  |  |
|  | 3. Grace Patricia Kelly                                 |  |  |  |  |  |  |  |  |  |  |  |  |  |  |  |
|  |                                                         |  |  |  |  |  |  |  |  |  |  |  |  |  |  |  |
|  |                                                         |  |  |  |  |  |  |  |  |  |  |  |  |  |  |  |
|  | 28. Johann Karl Majer                                   |  |  |  |  |  |  |  |  |  |  |  |  |  |  |  |
|  |                                                         |  |  |  |  |  |  |  |  |  |  |  |  |  |  |  |
|  |                                                         |  |  |  |  |  |  |  |  |  |  |  |  |  |  |  |
|  | 14. Carl Majer                                          |  |  |  |  |  |  |  |  |  |  |  |  |  |  |  |
|  |                                                         |  |  |  |  |  |  |  |  |  |  |  |  |  |  |  |
|  |                                                         |  |  |  |  |  |  |  |  |  |  |  |  |  |  |  |
|  | 29. Luise Wilhelmine Adam                               |  |  |  |  |  |  |  |  |  |  |  |  |  |  |  |
|  |                                                         |  |  |  |  |  |  |  |  |  |  |  |  |  |  |  |
|  |                                                         |  |  |  |  |  |  |  |  |  |  |  |  |  |  |  |
|  | 7. Margaret Katherine Majer                             |  |  |  |  |  |  |  |  |  |  |  |  |  |  |  |
|  |                                                         |  |  |  |  |  |  |  |  |  |  |  |  |  |  |  |
|  |                                                         |  |  |  |  |  |  |  |  |  |  |  |  |  |  |  |
|  | 30. Georg Berg                                          |  |  |  |  |  |  |  |  |  |  |  |  |  |  |  |
|  |                                                         |  |  |  |  |  |  |  |  |  |  |  |  |  |  |  |
|  |                                                         |  |  |  |  |  |  |  |  |  |  |  |  |  |  |  |
|  | 15. Margaretha Berg                                     |  |  |  |  |  |  |  |  |  |  |  |  |  |  |  |
|  |                                                         |  |  |  |  |  |  |  |  |  |  |  |  |  |  |  |
|  |                                                         |  |  |  |  |  |  |  |  |  |  |  |  |  |  |  |
|  | 31. Elisabetha Röhrig                                   |  |  |  |  |  |  |  |  |  |  |  |  |  |  |  |
|  |                                                         |  |  |  |  |  |  |  |  |  |  |  |  |  |  |  |
|  |                                                         |  |  |  |  |  |  |  |  |  |  |  |  |  |  |  |